# 双溪大年
双溪大年（简称“大年”或“SP”）是马来西亚吉打州的最大城市。该市坐落于吉打州中部的瓜拉姆达县，是吉打州最大的工业城市，属于双溪大年市议会，与亚罗士打的距离为大约70公里，距离首都吉隆坡大约373公里，距离柔佛新山则约645公里，并与槟城州毗邻，属于大槟城都会区。
由于双溪大年位于吉打中部，地点适中，加上拥南北大道北段可在1小时内前往槟城和首府亚罗士打，以及两座电动列车站等良好的交通基设，使其近年来发展迅速。
双溪大年在还没有升格为市议会时，前身为瓜拉姆拉县议会，其辖区涵盖市中心、班茶、仁岭、莪仑、巴东伦武、新文英、双溪拉兰、美农、知甘峇都及槟榔东海等。

## 名称来源
双溪大年名字的由来，其中“Sungai”一词在马来语带有“河流”的意思，而“Petani”则为“农夫”。根据历史学家说，“双溪大年”河流早在3世纪就已形成，并衔接泰国的北大年府，成为当时著名的一个主要商贸与交易商的水路交通之处。

## 历史
自马来亚独立后，双溪大年的经济产业以农业为主，并以橡胶业为主，因此也有许多大型橡胶园，当时各族的家庭都以务农为主，自然也包括种植粮食等。主要经商地点位于老街场及新街场，并多为华裔商家。
直至80年代，吉打州政府于双溪大年市内的峇甲亚兰区建立以电子工业为主的新工业区，并吸引商家投资，使双溪大年的经济产业有所转变。而随之而来的则为人民收入提升和市内快速增长，大面积老街场和新街场的发展也已经达到饱和点，于是大年县议会开始将发展转移至郊区，并开始带动房屋发展，多家房屋发展商开始在郊区开辟新花园住宅区，以让居民可以达成居者有其屋。自90年代开始，市内商业活动开始转移至新兴地点如丽雅花园、丽雅再也花园、联青花园等大型花园住宅区，而目前热闹的商业中心则位于市区北部一带及东部一带。
北部一带沿联邦公路的主要的商业区为佳乡岭商业中心、安曼再也商业中心以及PerdanaHeight商业区。其中佳乡岭坐拥佳乡岭购物商场以及特易购霸级市场，安曼再也则有安曼广场及C-MART超市。东部一带的公主城（Bandar Puteri Jaya）、珍珠城镇（Bandar Mutiara）、泰安园（Bandar Sri Astana）、首都城（Bandar Utama）、将相城（Bandar Perdana）等大型花园住宅区，以及一个马来西亚房屋公司的可负担房屋（Residensi PR1MA Puteri Jaya）计划也逐渐发展中。
而目前双溪大年市议会作为吉打人口最多的地方政府，也预计将在2020年后升格为市政厅，与槟岛、威省、亚罗士打等大城市同等。

## 人口统计
双溪大年的大部分居民由马来人、华人及印度人组成。从1990年起，其人口显著的增加使得其面积不断扩张。
其人口的数据如下：
| 市 / 县             | 1980年人口 | 1990年人口 | 2000年人口 | 2010年人口 |
| 双溪大年 / 瓜拉姆达 | 192,308    | 254,372    | 339,898    | 456,605    |

## 交通

### 公路
双溪大年公路网络全面完整，市内拥有两条绕城干道，即东部及西部外环公路疏解市内的交通，而这两条公路都衔接联邦1号公路，可前往亚罗士打、北海和怡保等地。另外南北大道北段也在市内设有3个出入口，分别为南区的联青花园、北区的双溪督江和郊外莪仑，可快速前往吉隆坡、马六甲和新山等大城市。双溪大年也有向东延伸的主要道路，至华玲县瓜拉吉底。

### 火车
双溪大年市内的双溪大年站以及莪仑的莪仑站为市内所拥有的火车站，并提供前往新山或泰国曼谷的火车班车服务。其中从双溪大年开至吉隆坡的电动列车只需4小时，并有通勤铁路（Komuter）前往北马其他主要城市。

### 巴士

电火局街市内巴士总站

槟城快捷通EB60城际巴士路线

因双溪大年拥有良好的公路网，居民多使用车出行。市内的公共巴士服务目前由Tanjung Mewah Holiday有限公司运营。另外双溪大年拥有一座长途巴士终站，可前往其他主要城市，槟城快捷通也提供来往槟城中环广场的城际巴士服务。

### 机场
距离双溪大年最近的机场为槟城国际机场，距离市中心约45公里。此外，临近的亚罗士打也有一个国内机场，即为苏丹阿都哈林机场。目前吉打州政府有意在双溪大年，靠近巴东色海和瓜拉吉底的西塘区建设一座以货运为主的新机场，并命名为居林国际机场（KXP），以促进吉中区和内陆区的发展。

## 教育

### 高等教育
玛拉工艺大学于双溪大年设有分校。AIMST大学也坐落于双溪大年市内。

### 中学
- 双溪大年市镇国民中学（SMK Bandar Sungai Petani）
- 双溪大年两条石拿督比再也国民中学（SMK Dato Bijaya Setia）
- 新民国民型华文中学（SMJK Sin Min）
- 依布拉欣国民中学（SMK Ibrahim）
- 双溪大年新民独立中学
- 峇甲亚兰国民中学（SMK Bakar Arang）
- 丽雅再也国民中学（SMK TAMAN RIA JAYA)
- 公主城国民中学（SMK Bandar Puteri Jaya）
- 圣特蕾莎国民中学（SMK St. Theresa)

## 華文小學
- 新民國民型華文小學（A校）(SJK(C) Sin Min (A))
- 新民國民型華文小學（B校）(SJK(C) Sin Min (B))
- 老街场國民型华文小学（SJK(C) Pekan Lama）
- 新光國民型華文小學 (SJK(C) Sin Kwang)
- 明德國民型華文小學 (SJK(C) Min Terk)
- 大同國民型華文小學 (SJK(C) Tai Tong)
- 平民國民型華文小學 (SJK(C) Peng Min)
- 臨溪國民型華文小學 (SJK(C) Lin Khay)

## 電影院
目前双溪大年有四家电影院。就是 Grand Cineplex（Village Mall），GSC影城（Amanjaya Mall），GSC影城（Central Square）以及 mmcineplexes （河景城）。

## 旅游景点[4]

二街美食街

- 新街场花园河景城（Riverfront City, Taman Pekan Baru）－每个星期三备有夜市
- 独立海滨（Pantai Merdeka）
- 双溪大年嘉年华水上乐园（The Carnival）
- 布央谷（Lembah Bujang）
- 双溪大年大鐘樓
- 班茶漁村
- 傌莫红树林
- 青松岭高爾夫球場（Cinta Sayang Resort）

## 外部衔接
- 双溪大年市议会官方网站（页面存档备份，存于）